# 弘化寺
弘化寺，藏文史籍称卓莫喀（mdzo mo mkhar）”（又译宗摩卡等等，意为犏牛城），是位于中華人民共和国青海省海东地区民和回族土族自治县县城东南70公里处的转导乡红花村的一座藏传佛教格鲁派寺院。
清朝文献中，将该寺名称写为洪化、宏化、鸿化及红化等等，均是为了避乾隆帝弘历之名讳而采用的替字。
弘化寺是宗喀地区弘化族的佛寺。此寺是唐蕃古道炳灵寺经古鄯往瞿昙寺、郑伯津的必经之处。弘化族在元朝时是西纳万户管辖的小族之一，即以今民和县转导乡弘化寺为中心的小西纳沟、大庄，直到永靖县的部分地区。该地区在明朝是军马牧养场，陕西布政使司曾經设立黑城子牧马监。该地区在清朝乾隆二十七年（1762年）之前属河州，此后直至民国19年（1930年）由循化厅管辖，民国19年之后划归碾伯县管辖。

## 历史

### 释迦也失圆寂与弘化寺的兴建
弘化寺的兴建与明朝大慈法王释迦也失及其弟子有关。关于该寺的兴建，有不同说法。各说基于释迦也失的圆寂时间和地点而不同。
大慈法王释迦也失的圆寂时间及地点，正史中未载，汉藏史料中主要记有三种说法：
（1）宣德十年（1435年，藏历木兔年）圆寂于返回乌思藏途中：
此说见于各种藏文材料，在藏地影响最大。格鲁派教法史籍《大慈法王传》、《噶丹教法史》、《黄琉璃》记有此说。后世的学者比如东噶·洛桑赤列也持此说，在藏文《东噶大辞典》的大事年表“藏历木兔年（1435年）”条记有：“大慈法王释迦也失从北京返归西藏的途中，在卓莫喀（mdzo mo mkhar）地方示寂，堪布释迦楚臣（shvakya tshul khrims）在其地为大慈法王修建了寺院。”
恰白·次旦平措等人编著的《西藏通史——松石宝串》记有如下文字（该段记载中将明宣宗误记为明成祖之子，实际上藏文史籍论及汉地的皇统时常有错误）：
此后，大慈法王又受到明朝永乐皇帝的邀请，因此他在任命宗喀巴大师的亲传弟子曲杰达吉桑波担任色拉寺的法台后，于公元1424年即藏历第七饶迥木龙年前往内地。当大慈法王抵达京城皇宫的附近时，永乐皇帝去世了。永乐皇帝的儿子宣德皇帝比其父亲更加礼敬大慈法王。大慈法王又在内地居住12年建立事业后，他安排自己的侍从聂塘巴国师阿木噶和曲杰索南喜饶二人作皇帝的上师，他自己动身返回西藏，在途中走到卓莫喀（意为犏牛城，在今青海省民和县境内的转导乡）地方圆寂，当时是他82岁的公元1435年即藏历第七饶迥木兔年的十月二十二日。大慈法王圆寂后，由许多善知识大德为他举行了盛大的超荐法事。在被称为‘厂房’的地方，由国师贝丹巴为首的许多善知识大德和大臣、官员、军官等，聚集僧俗人众，火化了他的遗体，在当地为他修建了安放遗骨的灵塔，大慈法王的亲传弟子释迦楚臣还在当地兴建了一座寺院（该寺汉文称宏化寺）。
大慈法王的示寂日期，《大慈法王传》中记为藏历木兔年十月二十四日，该日期在藏文资料中并无分歧。上文《藏族通史——松石宝串》中所记的“十月二十二日”应为笔误或翻译、印刷时的错误。直至如今，整个藏区每年藏历十月二十四日即宗喀巴忌日（十月二十五日）“五供节”的前一天晚上要举办“四供节”，以纪念大慈法王释迦也失。
根据此说，释迦也失是藏历第七饶迥木兔年十月二十四日在卓莫喀圆寂。释迦也失圆寂后，其弟子释迦楚臣在卓莫喀为释迦也失创建了弘化寺。
（2）宣德十年在北京示寂，灵骨运到卓莫喀安葬：
此说较前一说的记载少得多，主要见于《安多政教史》，该书引《黄琉璃论》称：“法王赴内地的途中，曾预言若在这里（注：指卓莫喀）修建寺院十分吉祥。当在内地迁转佛土，遗骨运回西藏时，马车在此陷入泥沼之中，无法前行。于是忆起往日的授记，永乐皇帝（注：实际应为明宣宗或明英宗）乃在此修建了一座城池，兴建了灵塔等许多依止物。留大弟子森格桑波（sang ge bzang po）在此住持。”
止贡巴·贡却丹巴绕杰在《安多政教史》中对弘化寺的创建的这段记述，在秦永章《弘化寺历史概述》中有更完整的译文：
弘化寺，又名宗摩卡。……法王前往汉地时，曾授记在此建寺。在汉地圆寂后，遗体运送至此，车轮陷入泥沙，无法行走，方才记起早先之言，便祈请大明皇帝在此筑城堡，并塑金塔等，任命布钦·森格桑波主持。达赖索南嘉措曾至此为许多人进行灌顶，授出家、比丘戒，据传最早禀报云丹嘉措生于蒙古族地区消息者宗摩卡人是此处僧侣。又说大慈法王经理塘抵卫地，后沿下路经青海湖、宗喀、西宁、弘化寺、河州、巴思巴行宫（注：今临洮）、洮州、岷州、西安府、山西、五台山等地抵京。此时，布钦·释迦次呈在此建成“丹曲塔林寺”（注：意为“胜法解脱洲”），萨迦·索南意希建四续部经院，此与噶丹巴：“大慈法王和夏日弟子曾在宗摩卡建寺” 之说一致。木兔年（注：1435年）十月二十四日，大慈法王圆寂，享年八十二岁。依皇帝圣旨，法王索南益希和森格桑波二人将遗体运回宗摩卡，供奉于新建的殿堂，逐渐成此寺，迄今尚存。土观活佛道：“大明皇帝的福泽，大慈法王的功德，圣地宗摩卡一带建成宏伟佛殿。”云云。
此外，《安多政教史》援引圣·噶登嘉措的话：“大慈法王享年八十二岁，木兔年（1435年，明宣德十年，乙卯）十月二十四日圆寂。遵循皇帝旨意，由曲结索南喜饶（bsod names shes rab）、曲结森格桑波两人将灵骨塔迎至犏牛城，建造了神圣的佛殿供养。接着修建了比丘伽蓝，至今昌盛不衰。”
根据此说，释迦也失是藏历第七饶迥木兔年十月二十四日在北京圆寂。索南喜饶、森格桑波将其灵骨运回卓莫喀，随后兴建灵塔及弘化寺。弘化寺是由明朝皇帝敕建。
（3）正统四年圆寂于北京：
该说记载更少，《安多政教史》未提及。此说见《循化厅志》、《河州志》、《厅卷》等地方志。比如《循化厅志》引《厅卷》的记载如下：
雍正四年鸿化显庆二寺世袭国师张洛住坚错呈：明永乐十二年差太监侯显诣乌思藏请大慈法王，路由河州，其从张星吉藏卜跟随入京。正统四年法王圆寂，敕建渗金铜塔，藏其佛骨。七年奉敕河州建寺赐名鸿化，随给附近之高山穷谷永作香火之需，高官僧五十五名。其星吉藏卜之徒裔世给国师、禅师之职。
《循化厅志》还对以上记载加有按语：“正统元年，礼官奏汰番僧，命大慈法王如故，史不言其所终，盖寂于京师如《厅卷》所言。”
根据此说，释迦也失是正统四年（1439年）在北京圆寂。正统七年（1442年），河州奉敕建寺，明朝皇帝赐名“弘化寺”。
学者陈楠认为，《循化厅志》记载的正统四年大慈法王在北京圆寂说可信。其理由如下：
就圆寂时间而言，上文提到，《明实录》载，正统元年（1436年）五月，明朝朝臣议减在京番僧，列出在北京的藏僧的七个等级，其中列于首位的便为“大慈法王”，礼部尚书胡濙奏再减慈恩、隆善、能仁、宝庆等寺藏僧四百五十人，明英宗下旨称，大慈法王、西天佛子大师按原待遇不变，其他人去留听便。大慈法王如果已于宣德十年（1435年）返回乌思藏途中示寂，便与《明实录》中的该记载矛盾。此外，上文提到大慈法王在北京助缘修建法海寺，法海寺于正统四年动工兴建，助缘之事是在正统初年开始，《法海寺碑记》助缘名单中列大慈法王释迦也失于首位，虽然也可解释为其大弟子阿木噶代其师助缘，但更无根据。
就圆寂地点而言，藏文资料有关释迦也失圆寂地点的记载存在分歧，总的说来，西藏方面多认为其返藏中途圆寂于卓莫喀，安多方面则认为其在北京圆寂，奉明朝皇帝之旨在卓莫喀地方建寺院安葬。
《安多政教史》中另有记载称，一位生于清朝雍正年间的安多高僧强巴格勒坚参（byams pa dge legs rgyal mtshan）曾在拉萨色拉寺学习并考取一等拉然巴格西，年长之后将堪布一职让给弟子，自己作为遁世者云游安多各地的静修圣迹。当他的弟子来看他并希望他回到原寺转世时，他说，“色拉寺的喇嘛死在内地，因没有自由，不再转世；如果有自由，更是不再转世，不会再来到这个动乱的世间。”他所称的“色拉寺的喇嘛”便指大慈法王释迦也失。由此可知，藏传佛教高僧的圆寂地点关乎其转世。在安多地区，大慈法王圆寂于北京之说并无争议。
而且，《循化厅志》、《河州志》、《厅卷》等地方志的记载较为可信，也是因为释迦也失第一次入朝时，途经河州，自此来自河州的张星吉藏卜作为随从便一直随其到北京，此后一直跟随释迦也失。张星吉藏卜生于河州藏汉杂居区，既可能是藏人随汉人之习俗而有汉姓“张”，也可能是藏化的汉人。张星吉藏卜的徒裔后人被封为国师、禅师，住持弘化寺及其属寺显庆寺。来自张星吉藏卜后人的记载应较为可信。再加上大慈法王最终的归宿为青海弘化寺，青海的地方志当属直接资料。
如果该说成立，则释迦也失于明朝正统四年（1439年）在北京圆寂。弘化寺则建于正统七年（1442年），由明朝明英宗敕令兴建，并由明英宗赐名“弘化寺”。
明朝嘉靖本《河州志·典礼志》载，“弘化寺，州西北百二十里，正统六年（1441年）奉敕建。规模壮丽，金碧交辉。有僧世袭佛子，常住地百余顷，官军五十名守之，内有钦赐銮驾。”又载，“显庆寺在州西南，旧系酥油厂，今属弘化寺下院。”
《循化县志》则称：“鸿化寺在泓化族厅沿东北一百四十里，喇嘛五十七名。（原注：《厅卷》度牒六十三张，有都纲。二十八年卷鸿化族寺院十座，僧三百三十六名，按雍正七年册有普音、净慈、广慧、龙觉、祈善、五寺，余不详。）按寺本名宏化，上一字今上御名也，今改为鸿化，州北八十里，明正统六年敕建，有僧世袭香火地百亩余顷，赐鸾驾及金印珍珠伞、孔雀扇。国朝颁赐敕印，雍正四年鸿化、显庆二寺世袭国师张络住坚错呈，明永乐十二年差太监侯显诣乌斯藏请大慈法王路由河州，其人张星吉藏卜跟随近之高山穷谷，永作香火之需，设官僧五十五名，其星吉藏卜之徒裔世给国师禅师之职。按此则寺建于正统七年，志云六年误也。又考《明史·乌斯藏传》侯显诣乌斯藏在永乐元年非十二年，所迎者番僧哈立麻，后封大宝法王，非大慈法王也。”
由此，可确定弘化寺兴建于正统七年（1442年）。
正统七年八月，明英宗赐寺名“弘化寺”。据称，弘化寺是由明朝钦差大臣杨一清督建城池及寺院。该寺在明朝成化三年（1467年）完工。
弘化寺初建时，寺内除有释迦也失的灵塔之外，还有御制佛像、金银汁《甘珠尔》手抄本和刻印本、《丹珠尔》朱印本、法王证修之檀香胜乐雕刻像、胜乐画像尊胜塔、珠镶钵宝座、镀金火炉、长柄盂、乘骑所用的全套鞍具以及服饰等等。

### 政教合一的统治
弘化寺建成后，发展很快。据清朝《循化志》卷四载，弘化寺建成之后，到明朝天顺年间，“管僧五十五名，诵经视圣。”明朝张雨《边政考》卷九载，明朝嘉靖年间，弘化寺有“番僧千名”，寺院规模宏大，“有僧世袭佛子，常住地百余顷”。清朝《循化志》卷四载，清朝康熙年间，河州知州王全臣整顿弘化寺时，该寺仍保有“香火地百余顷”。
明朝对弘化寺十分重视。《明英宗实录》卷九十五载，正统七年八月，明英宗曾“敕谕河州、西宁等处官员军民人等曰：‘朕惟佛氏之道，以空寂为宗，以普度为用，西土之人，久事崇信。今以黑城子厂房地赐大慈法王释迦也失盖造佛寺，赐名弘化，颁敕护持。本寺田地、山场、园林、财产、孽畜之类，所在官军人等不许侵占骚扰侮慢。若非本寺原有田地、山场等项，亦不许侵占扰害。军民敢有不遵命者，必论之以法。’正统十三年十一月，命陕西弘化寺罗汉领占节目袭普音禅师。”明英宗还特备“ 军民户六十人守护”弘化寺，形成了弘化寺的军事力量。明朝天顺年间，明朝特例给弘化寺禅师及僧人“ 月
给糜米人六斗”。
明朝成化年间，北京大慈恩寺住持为札实巴（bkra shis pa），是明宪宗时最受优礼的藏族僧人。《明实录》载，成化四年（1468年）“大慈恩寺西天佛子札实巴奏：‘乞以宛平县平民十户为佃户，并静海县树深庄地一段为常住田。’诏许之，不为例。”不久，札实巴被加封为“崇化大应法王”。大应法王札实巴在成化九年（1473年）向明朝朝廷呈奏：“陕西弘化寺乃至善大慈法王塔院，岁久损坏，乞敕镇守等官修筑城堡，如瞿昙寺制。”此奏获朝廷批准。当时札实巴之所以知道青海（明朝时，青海属陕西布政司，奏文因此称“陕西弘化寺”）的弘化寺大慈法王塔院“岁久损坏”，是因为大慈恩寺灌顶国师端竹也失赴河州办理公务时曾到弘化寺，回到北京后告知大应法王。
弘化寺同明朝及清朝朝廷联系极为密切。明朝命西番诸卫僧人“令岁一朝贡，由是诸僧及诸卫土官辐揍京师。”明清时期，弘化寺也参加朝贡。明朝，弘化寺族为纳马番族，被定为下院，领有金牌信符，隶属河州茶马司中马。弘化寺的入贡以贡马为主，兼贡驼、犬、舍利、佛像、酥油等物。《明史》载，弘化寺僧人同明朝朝廷联系密切，经常派员赴北京“朝贡马及佛像等物”，朝廷回“赐彩缎钞锭有差”。《明实录》及《清实录》中，有明末清初弘化寺朝贡的许多记载。仅明朝万历四年（1576年），弘化寺便两次进贡，其中万历四年正月，“ 弘化寺番僧索南星吉等贡马、驼、番犬、铜佛、舍利、酥僧等”；万历四年二月，“弘化寺番僧占羊管著等五名……各备方物进贡，赏银币如例。” 清初，弘化寺继续入贡。清朝顺治八年二月（1651年），“弘化、显庆二寺僧丹巴查穆苏、诺尔布查穆苏等贡方物，宴赉如例。” 
作为贡马番族，弘化寺不用承担赋役，形成了“自相君长”世代承袭的管理体系。明朝时，弘化寺住持的名号为“国师”、“禅师”。《明史· 西域传》载，大国师给诰命、银印，秩正四品；禅师给敕命、银印，秩正六品。清初沿用明朝制度，清朝雍正五年，追回敕印，改为“都纲”。乾隆十二年，向弘化寺颁发了都纲印，并给僧众发放度牒。弘化寺的国师、禅师之位世袭，但需朝廷任命，发给印敕诰命。明朝正统十三年十一月（1448年），“命陕西弘化寺罗汉领占节目袭普音禅师。” 万历十一年五月（1583年），“陕西河州弘化寺番僧锁南坚措袭替大国师职事，换给诰命。”弘化寺的承袭世系不明，但确实“有僧世袭” 。史料中明确记有：张星吉藏卜（国师）、锁南藏卜（国师、都纲）、锁南扎思巴（禅师）、张洛住坚错（国师、都纲）、赵扎矢剌旦（禅师）等人。根据他们的关系判断，当时弘化寺的国师、禅师之位通过宗教师徒关系进行承袭，比如《循化志》卷六载，世袭弘化寺国师、禅师之职者乃“星吉藏卜之徒裔”，且张星吉藏卜和锁南藏卜为师徒。
日本学者乙坂智子在1991年至1994年间发表了3篇有关弘化寺的论文，分别为《明敕建弘化寺考——一个青海格鲁派寺院的地位》（1991年），《格鲁派与蒙古族关系的建立及与明朝的关系问题》（1993年），《一个反映了格鲁派与明朝关系的寺院——弘化寺的研究》（1994年），重论格鲁派的弘化寺和明朝的关系。她认为，弘化寺的创建反映了格鲁派早期同明朝的关系。此前，怀利（Wylie）等学者的观点是藏学界有影响的观点，怀利认为宗喀巴了谢绝明朝请其赴汉地访问的邀请，《明实录》中也很少提及格鲁派，由此可证，格鲁派同明朝的关系较疏远。乙坂智子则通过研究弘化寺，认为格鲁派通过弘化寺与明朝保持了非常频繁的接触。乙坂智子还指出，弘化寺住持总由掌握着地方权力的张（Chang）氏家族（即张星吉藏卜的后裔）的人担任，故在当地影响及权势很大，此外弘化寺还是明朝的边防堡垒。乙坂智子认为，弘化寺在明朝时发挥了三个重要职能：一是青海地方权势；二是格鲁派寺院；三是明朝的边防堡垒。
弘化寺国师、禅师、都纲和俗世的土司名号不同，统治机关及承袭办法也有差别，但均受政府爵号，世袭职位，分土司民。故弘化寺国师、禅师、都纲政教合一，既是佛教领袖，又是地方行政头目。《循化志》卷五《土司》载，“鸿化、灵藏等寺皆有国师、禅师管理族名，如土司之例”，“俱奉旨有札印信，……伊等各有衙门，各设刑具。虎踞一方，咸势赫炎”，其属民稍不从顺，便“捆之寺内拷打，其刑百倍与官法”。弘化寺的国师、禅师“自持从无处分定例，而有司又不能加以刑法”，从而巧取豪夺，无所不为。
康熙四十六年本《河州志·条议》载：
河州剌麻最盛，寺庙最多。族大之家，必有佛庙。张姓有张家寺，李姓有李家寺。寺中剌麻，尽属洪化、马营二寺管辖，名为下院。派中马匹，此犹得曰以类聚也。乃河俗乡民生有二子者，必将一子披剃为剌麻。其父置田产，无论僧俗，一概均分。以自来纳粮之民产一分，与为僧之子，带入寺内，遂名为“香田”，止供给洪化、马营二寺之差，而正供钱粮不纳分粒。甚至为僧子，苦于二寺之苛派繁杂，力不能支，求济于宗族。宗族怜而义助之，谓之“帮中”，此不过乡民亲亲之谊也。乃年复一年，遂为定例矣。竟岁岁派令帮中。又各寺每岁必作佛事，本族及附近居民，或布施银钱，或布施谷麦，谓之“香钱”，此不过乡民好善之举也。乃年复一年，又为定例矣，竟岁岁派纳香钱。夫帮中乃义助也，香钱乃布施也。寺内中马，自领官茶易买，并不宜派之番族也。乃里中之帮中与香钱，伊等派之既久，遂勒令中马，因以所种之地，为纳马地，起而争夺之。如或不应即捆至寺内拷打，其刑百倍于官法。若控告到官，彼则侈然自以为寺内之派中茶马，原名曰“帮中”，原名曰“香钱”。若所种非纳马田地，何以岁岁供给？无情之词，令人百喙莫辩。乡民苦于拖累，只得归附该寺。而一切丁徭地粮，遂尽贻累于里民矣。
清朝雍正年间，弘化寺管辖438户百姓，4439段耕地，下辖普音寺、净慈寺、广慧寺、龙觉寺、祈善寺等十多座寺院。弘化寺还控制当地贸易市场，设摊铺、当铺等等。在街口还设有水、油磨，当地百姓加工油料及各物时，由弘化寺收取实物税。
据史料记载，弘化寺在鼎盛之时，僧众达千余人。如今，该寺内仍存有一口大锅，锅口直径大约2米、高大约1米，约可装3吨水。

### 衰落
清朝雍正四年十二月，西宁都统达鼎奏请清廷收取弘化寺的国师、禅师名号。雍正五年正月（1727年），“查收本朝以及明季伊等原领国师、禅师印敕诰命图记等”，弘化寺改为只管“本寺僧人，而族民不受其约束”。清廷的决定削弱了弘化寺的势力，引起弘化寺高层的反对，弘化寺国师张洛住坚错等人在呈文中称，“寺院在边末，山多地少，处处峻岭深谷，非同腹里肥田，所以自古迄今并无额粮。边民常言‘下籽重，打籽轻’。今改征粮，征收难完，逃亡追捕，将责成有司，抑委寺院土司乎？”但弘化寺高层的呈文，未能改变清廷对该地区加强流官统治的政策。自此，弘化寺属民“纳粮当差”、“与汉民无异”，“而族殿委充乡约里长”，直接隶属流官统治，弘化寺的政教合一统治随之结束。
清朝同治年间，发生同治陕甘回变。其间，回军一度控制了青海东部，当地不少佛教寺院被毁灭，弘化寺也遭到火焚。自此，弘化寺每况愈下。
“文化大革命”期间，该寺遭受极其严重的破坏，许多珍贵文物丧失。幸存的有古城池（顶宽2.5米，底宽15米，墙高20米，总长大约1200 米，保存基本完整）、佛子国师灵骨、螺钿镶嵌的九龙宝床，以及明朝宣德、正统，清朝雍正、乾隆、嘉庆共五朝皇帝分别所赐的五通石碑，清朝皇帝所赐“掌印都钢”铜印（现藏民和县文物档案馆），栴檀树一棵，佛子国师灵骨舍利塔一尊。弘化寺的下属寺院原来有马营寺、瞿昙寺、显庆寺、孔家寺、红咀寺、管滩寺、王加寺等等。
1988年9月15日，位于中国青海省民和县转导乡红花村的鸿化寺古城被公布为第五批青海省文物保护单位，类型为古遗址，历史年代为明。
1989年，青海省文物管理处领导视察该寺，见该寺受损严重，当即决定修复该寺，保护现存文物。经政府拨款、群众集资，在该寺原山门和永乐殿遗址上分别重建了山门和大殿。后来，经该寺三十八世都纲久美宗哲引荐，青海省内外的居士重塑了六尊古佛，购买了《甘珠尔》、《丹珠尔》全套大藏经等，寺院获得极大发展。

## 建筑
弘化寺坐北朝南、背靠一座小山，占地将近一百亩，大小殿堂30多座，初建成时可和如今的塔尔寺媲美。寺内及小山上原来古树参天，环境清幽。
- 古城正门：门上悬有明朝正统帝御书 “弘化寺”匾额。古城正门为三层门楼。[1]
- 外院：外院是三十六间廊房，正北是一座三转五大经堂。[1]
- 内院：内院东西各有几座小殿，正中是五转七永乐大殿。殿后立有国师纪念塔。[1]
- 山神庙：塔后的城墙上有一座山神庙。[1]
- 其他建筑：永乐大殿东侧是国师张星吉藏卜的尚书大堂、二堂、三堂，其南侧有尚书花园，园内遍植花草。东有一株栴檀树，青海省的栴檀树仅有两株，一株在弘化寺，一株在塔尔寺，又称“菩提树”。[1]
- 城外西侧、东侧各有一座小城，均为比丘伽蓝。[1]